# Libnotes (Libnotes) punctithorax
Libnotes (Libnotes) punctithorax is een tweevleugelige uit de familie steltmuggen (Limoniidae). De soort komt voor in het Oriëntaals gebied.